# Boskovits Miklós
Boskovits Miklós (Budapest, 1935. július 26. – Firenze, Olaszország, 2011. december 19.) magyar művészettörténész, egyetemi tanár, a Magyar Tudományos Akadémia külső tagja (1998).

## Élete
1959-ben végzett az ELTE BTK muzeológus szakán. 1966-1968 között az ELTE BTK művészettörténeti tanszékén kutatóként dolgozott. 1968-ban Olaszországba emigrált. 1970-1972 között a Harvard Egyetem firenzei reneszánszkutató ösztöndíjasa volt. 1977-1980 között a cosenzai Calabriai Egyetemen, 1980-tól 15 évig a milánói Katolikus Egyetemen tanított egyetemi tanári beosztásban. 1995-től a Firenzei Egyetem művészettörténeti tanszékén tanított. 1998 óta a Magyar Tudományos Akadémia külső tagja. Tagja volt az Arte Cristiana Tudományos Bizottságnak, a Fondazione Roberto Longhi Tudományos Bizottságnak, a Kunsthistorisches Institutnak, a Paragone Tudományos Bizottságnak valamint a Premio Salimbeni Bíráló Bizottságnak.

## Munkássága

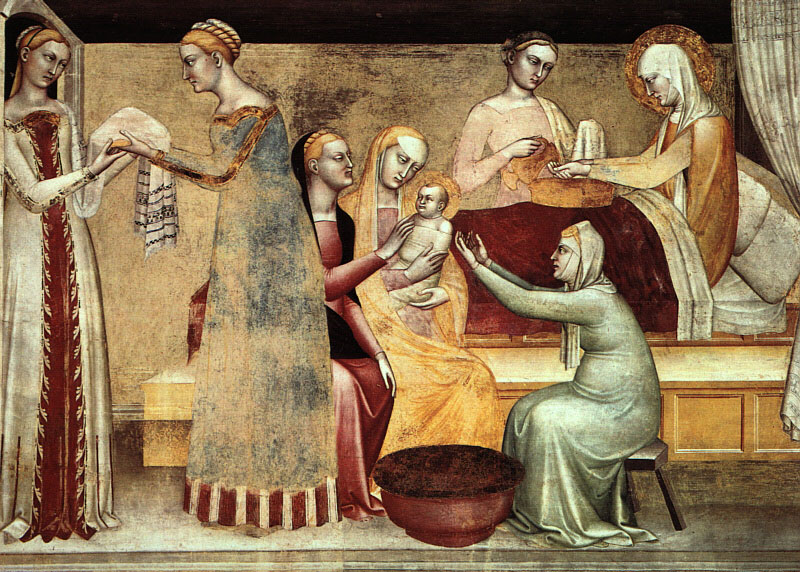
Giovanni da Milano: Jézus születése. Rinuccini Kápolna, Santa Croce, Firenze

A középkori és az itáliai reneszánsz festészet állt érdeklődésének középpontjában, még itthon írt egy Botticelli monográfiát. Olaszországban a reneszánsz festészet firenzei szakaszairól értekezett, sőt a firenzei festészet eredetéről is írt kötetet. Az olasz reneszánsz festészet egyik kiváló szakértője, több kötetes kritikai és történeti adattárak szerkesztésébe és munkálataiba is bevonták. Olasz, angol, francia nyelvű tudományos publikációival és köteteivel bekerült a kortárs nemzetközi reneszánsz kutatás fő áramába.
A magyar képzőművészetet kedvelő közönség 2007 nyarán az esztergomi „Boticelli-lelet” kapcsán figyelt fel Boskovits Miklós szakvéleményére: szerinte az esztergomi freskó alkotója egy középszerű firenzei művész a 15. század végéről, semmiképpen sem Botticelli.

## Művei
- A perspektívakutatás kérdése a művészettörténeti irodalomban. Budapest : Akad. Ny., 1960. pp. 177–192. : ill. (Klny. a Művészettörténeti Értesítőből).
- Botticelli. Budapest, Képzőművészeti Alap, 1963 (Budapest : Athenaeum Ny.) 75 p., 64 t. (több nyelven, külön kötetekben kiadva, Budapesten).
- Az esztergomi Keresztény Múzeum Képtára : katalógus. Boskovits Miklós, Mojzer Miklóssal, Mucsi Andrással. Budapest : Akadémiai Kiadó, 1964. (Budapest : 205 p., 8 t. (E kötetet 1965-ben, szintén külön kötetekben, több nyelven (német, angol stb.) közreadta az Akadémiai Kiadó).
- Giovanni da Milano. Firenze, Sadea, 1966. 39 p., 40 t. (I diamanti dell'arte)
- Pittura fiorentina alla vigilia del Rinascimento (Firenzei festészet a reneszánsz előestéjén) : 1370-1400. Firenze, Edam, 1975. 856 p., 8 t.
- The fourteenth century. (14. század) Vol. 9., The painters of the miniaturist tendency (A miniatúra festészet irányai), [catalogue] 1984. 617 p.
- Early Italian painting 1290-1470 (Korai itáliai festészet, 1920-1470) : the Thyssen-Bornemisza Collection / Miklos Boskovits in collaboration with Serena Padovani ; translated from the Italian by Francoise Pouncey Chiarini Miklos Boskovits. London : Philip Wilson for Sotheby's Publications, 1990.
- The Origins of Florentine Painting (A firenzei festészet eredete) : 1100-1270 (1993)
- Italian paintings of the fifteenth century (Olasz festmények a 15. századból) / with David Alan Brown, Robert Echols [et al] National Gallery of Art (US) Washington : National Gallery of Art ; New York ; Oxford : Distributed by Oxford University Press, 2003.

## Díjak, elismerések
- San Severino Marche Premio Salimberi per la storia dell'arte (1985)